# Perdopo
Perdopo is een bestuurslaag in het regentschap Pati van de provincie Midden-Java, Indonesië. Perdopo telt 1853 inwoners (volkstelling 2010).